# Josef Herscher
Josef Herscher (1688, ? – 1756 Manětín) byl významným sochařem a řezbářem pozdního baroka. Jeho činnost je spjata s rodem Lažanských a jejich panstvím Manětín v západních Čechách.

## Život

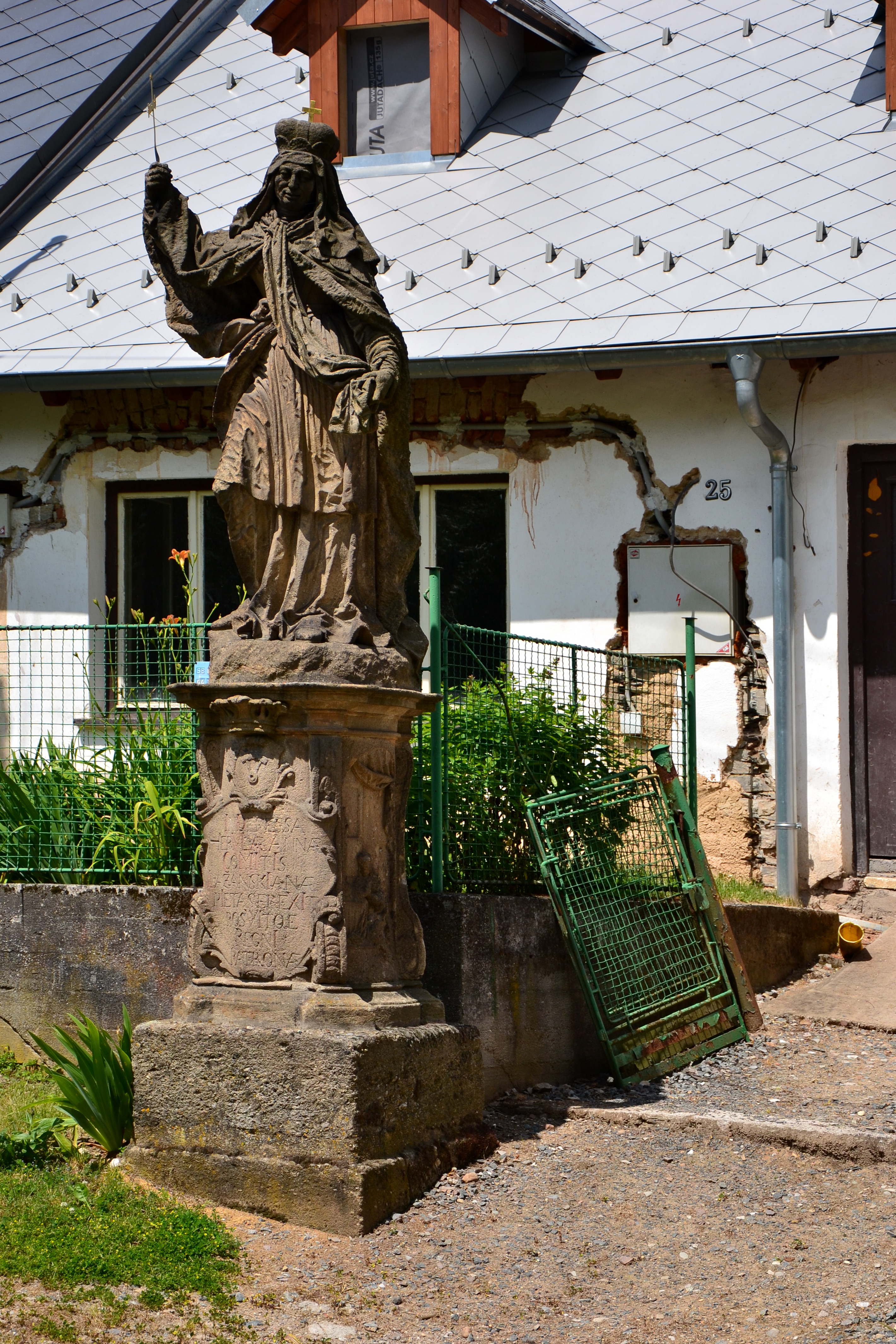
Sv. Ludmila

Podle matričních zápisů se tento umělec objevuje v Manětíně na počátku 20. let 18. století. O jeho původu ani školení nemáme žádné informace. Přestože byl vrstevníkem Matyáše Bernarda Brauna a Ferdinanda Maxmiliána Brokoffa, se jeho tvorba rozvíjela až v druhé čtvrtině 18. století. Zemřel v Manětíně roku 1756 jako uznávaný umělec. Vysoký počet a charakter jeho prací dochovaných na zámku v Manětíně mohou vést k posílení teorie, že Herscher zde byl vrchnostenským sochařem. Měl celkem devět potomků. Jen jeden z jeho synů, Václav Ondřej, pokračoval v jeho sochařském odkazu, některé jeho kamenné práce se dochovaly v Manětíně, v letech 1783 – 1804 se živil v Plzni jako truhlář.

## Tvorba
Mezi osobnosti, které se velmi zasloužily o rozkvět města Manětín, patří hrabě Václav Josef Lažanský a zejména jeho manželka Marie Gabriela Lažanská, vnučka Humprechta Černína z Chudenic. Po velkém požáru na manětínském panství v roce 1712 vrchnost započala vrcholně barokní přestavbu zámku a okolí. Charakter náměstí se barokní přestavbou zcela změnil. Dosavadní svah byl uměle vyrovnán trojicí vysokých teras, ozdobených kašnami, galerií barokních soch, sousoší a váz z ruky Josefa Hershera a jeho dílny.
Jeho dílo se bohatě dochovalo. Na tak vysokém počtu soch lze dobře pozorovat Herscherův styl. Vyznačuje se měkkými, ale důraznými postoji postav, které svými gesty expandují do prostoru. Typické jsou výrazně kulaté hlavy zobrazovaných, vysedlé lícní kosti a velké oči s naběhlými víčky. Přestože se tato charakteristika pravidelně opakuje, jsou Herscherovy sochy velmi realistické. Jeho tvorba se postupně vyvíjela směrem k větší expresivitě až patetičnosti. Všechny sochy byly vytesány z místního kamene, těženého v lomech Kamenná Myť u Libenova a Ovčín nad sv. Barborou. Tento kámen je charakteristický vysokou zrnitostí a obsahem křemene, který se vydroluje. Sochy byly opatřeny polychromií, na některých jsou její zbytky stále patrné.

### Vysoká cesta manětínská

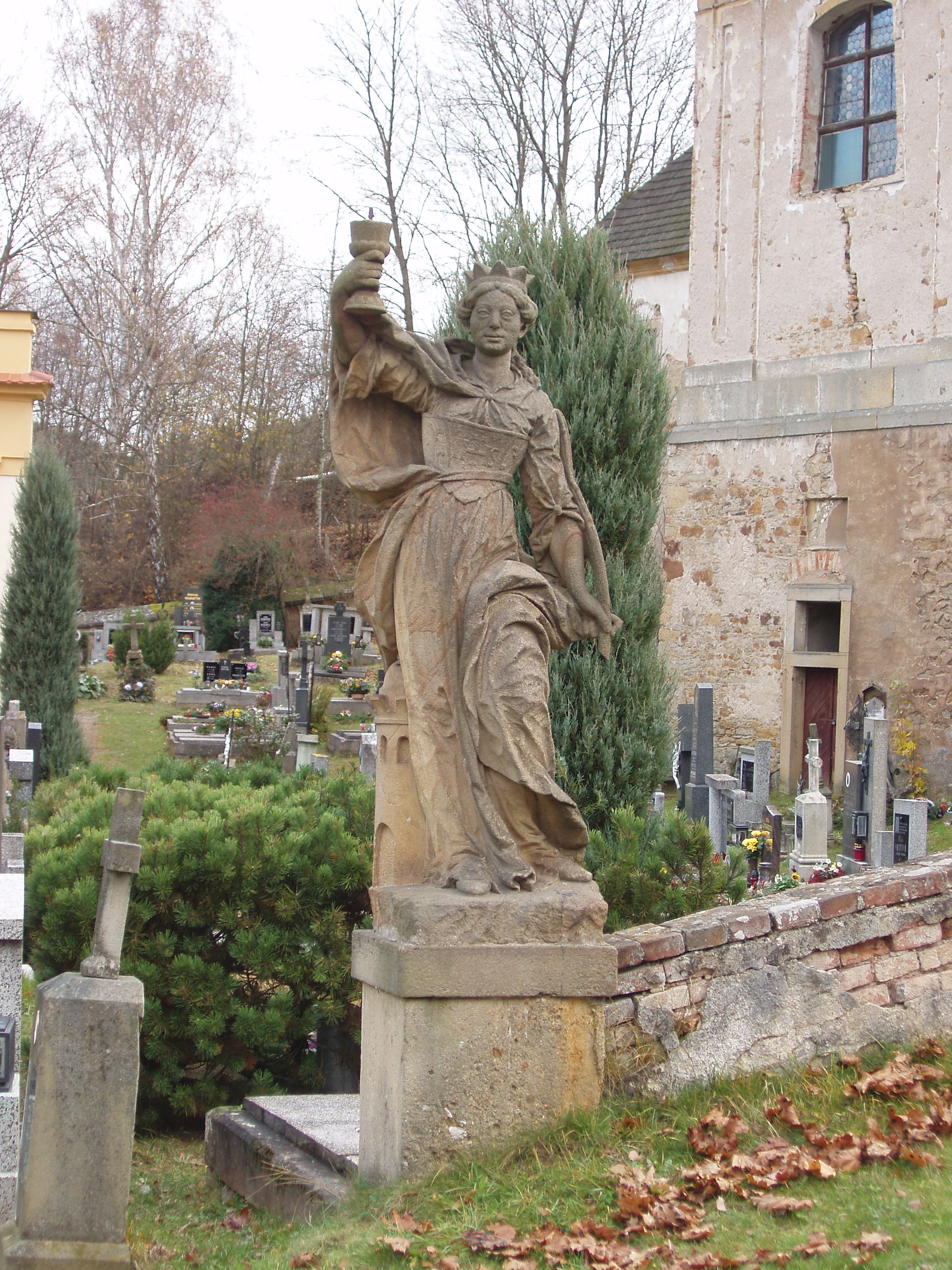
Socha sv. Barbory na manětínském hřbitově

Východně od náměstí nad Manětínským potokem lemuje cestu k hřbitovnímu kostelu tzv. Vysoká cesta se čtrnácti sochami Josefa Herschera a jeho dílny z období 1728 – 1734. Dříve propojovala město a osadu v okolí kostela sv. Barbory, dnes je zde silniční komunikace. Jednotlivé sochy byly objednány Lažanskými a jejich příbuznými dvořany i manětínskými měšťany. Již v roce 1928 byla celá skupina soch kompozičně rozvržena a ikonograficky koncipována jako celek. Každá ze soch má svůj protějšek, některé jsou opatřeny erby objednavatelů a doplňujícími texty v latině, většinou i s chronogramy. Všechny postavy jsou zachyceny v nadživotní velikosti.
Sochy od města ke hřbitovu:
- Sv. Josef s Ježíškem, 1733

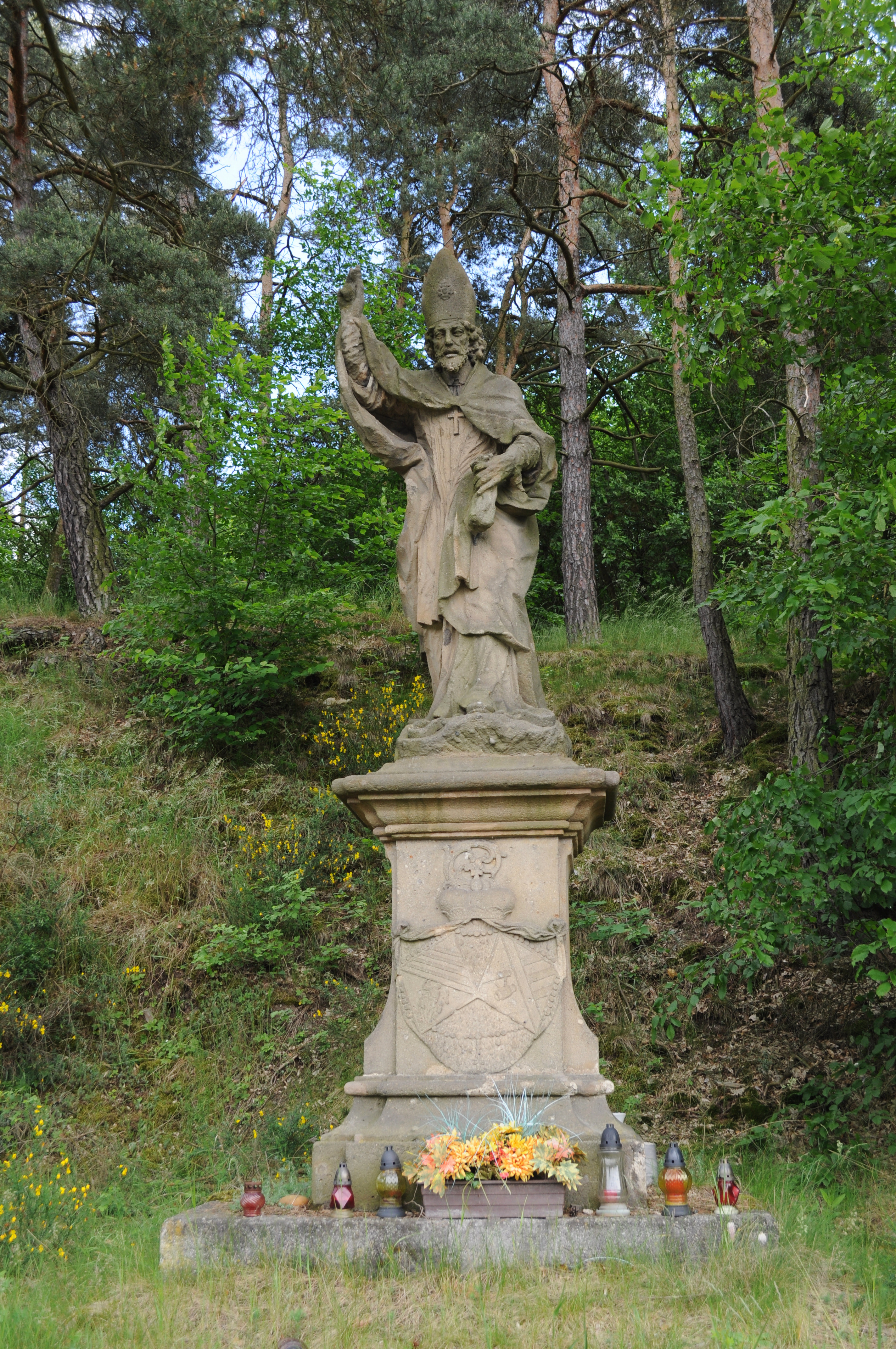
Sv. Raymund

Nechal zhotovit František Josef Černín (bratranec Marie Gabriely Lažanské), majitel nedalekých panství Rabštejn a Petrohrad. Postava sv. Josefa přidržuje Ježíška v košilce na pokrčené noze, obě figury mají vsazeny do temene hlavy kovové svatozáře.
- protějšek Sv. Anna s pannou Marií, 1732

Patronka rodinného života a lásky byla objednána Isabelou, rozenou markýzou z Westerloo a Merode, manželkou Františka Josefa Černína. Světice v levé ruce drží knihu, pravou objímá PM, která ji podává kytičku růží. Bohatá draperie splývá v tuhých záhybech. Sokl je označen černínsko-westerlooským znakem, můžeme zde nalézt i kamenickou značku.
- Sv. Fabián, 1734

Jedná se o objednávku měšťanů, dochovala se i smlouva, není zde osazen žádný erb. Majestátní postava sv. Fabiána, papeže ze 3. století, je zachycena v klidné kompozici, jeho ruka lpí na prsou ve zbožném gestu. U nohou andílek mu stojí s palmovou ratolestí, opírá se o trojitou papežskou korunu, tiáru, odznak papežské moci. Draperie je zde důkladně modelovaná řezbářským způsobem s vyznačením krajek a výšivek.
- protějšek Sv. Šebestián, 1729

Vzniklo podobně jako sv. Fabián na objednávku měšťanů. Důstojník Diokleciánovy císařské gardy je v této kompozici připoután ke stromu, u kořene stromu leží přilba. Světec je oděn jen v bederní roušce, probodnutý šípy, hlavu sklání k pravému rameni, jeho vlasy spadají do čela, má bolestně otevřená ústa. Na podstavci můžeme spatřit signaturu JH. Toto vynikající dílo patří k Hersherovým nejvíce ceněným pracím hlavně pro originální kompozici a výrazně modelované tělo.
- Sv. Roch, 1733

Šlo o objednávku manželů Marie Josefy (Lažanské) a Václava Pöttinga, což dokazuje alianční erb jejich rodů na soklu. Morový patron je oděv v poutnickém plášti a obnaženou nohou, na které je patrna morová rána, stojí v důrazném kontrapostu. U jeho nohy je vytesán pes s krajícem chleba v tlamě. Originál sochy byl sražen povozem, nyní je v kostele sv. Barbory a na Vysoké cestě je osazen výdusek.
- protějšek Sv. Rozálie, 1732

Socha vznikla z podnětu Marie Josefy Lažanské, dcery Marie Gabriely Lažanské před jejím sňatkem s hrabětem Pöttingem. Světice drží v pravé ruce krucifix a v levé lebku. Na hlavě má věnec s růžemi, její nejčastější atribut.
- Ecce homo, 1729

Velmi kvalitní skulptura ve středu Cesty vznikla z popudu Marie Gabriely Lažanské, majitelky panství Manětín. Kristus korunovaný trním má bolestný výraz, propadlé tváře, lehce pootevřená ústa. Jeho ruce jsou svázané do kříže. Dílo vyniká měkkou modulací a výraznou expresivitou.
- protějšek Panna Marie Bolestná, 1734,

Fundátorkou této figury je rovněž Marie Gabriela Lažanská. Postava panny Marie je utvářena v esovitě prohnuté ose, vzhlíží vzhůru bolestným pohledem. Důrazná draperie podtrhuje její postoj. Stejně jako Ecce Homo převyšuje kvalitou ostatní sochy ze skupiny. Na Hersherově soše lze pozorovat vliv panny Marie Bolestné z Kalvárie Matyáše Bernarda Brauna z plaského kláštera, zvláště na draperii.
- Sv. Donát, 1728

Tento světec i protějšková socha sv. Benna byly objednány vrchnostenskými úředníky – zámeckým hejtmanem Františkem Ferdinandem z Michalovic a inspektorem panství Janem Kryštofem Hossnerem. Biskup, ochránce proti nečasu a vodě stojí v plášti s mitrou, ve zdvižené pravé ruce má svazek blesků, v levici palmovou ratolest, biskupskou berlu a knihu. Na soklu je v reliéfu znázorněno opevněné město Euskirchen, před nímž poutník Donát zažehnává modlitbou mraky. Tato legenda vypráví o světci, který se tímto zachráněním města stal ochráncem proti krupobití a bouři.
- protějšek Sv. Benno, 1728

Polabský světec je znázorněn v biskupském oděvu, u nohou má rozvázané okovy a rybu, z níž ční klíč. Hranolový sokl je doplněn reliéfem s výjevem Bennova příběhu, ve kterém nechal vhodit klíče od míšenské katedrály do Labe, aby je nedostal král Jindřich, bojující s papežem o investituru.
- Anděl strážce, 1733

Tato socha a socha Archanděla Michaela byly fundací synů Marie Gabriely Lažanské. Anděl strážce je zde zachycen s malým chlapcem, kterého objímá, ten k němu s důvěrným gestem vzhlíží. Anděl ukazuje k nebi a zašlapává poraženého ďábla.
- protějšek Archanděl Michael, 1733

Archanděl je oděn v plné zbroji s plamenným mečem, zašlapává ďábla. V katolické prostředí v 17. a 18. století zosobňoval i boj proti reformaci. V tomto regionu byl jeho kult poměrně dost rozšířený.
- Sv. Jan Nepomucký, 1728

Nejvýznamnější český barokní světec byl objednán manětínskou vrchností. Stojí u mostu přes Manětínský potok. Je zde znázorněn prostovlasý, v pravici drží kříž, v levé ruce biret. U nohou sv. Jana Nepomuckého dlí andílek s prstem na rtech, palmovou ratolestí a korunou. Na reliéfech na soklu jsou zachyceny výjevy Zpověď královny Johany a Shození Jana z mostu. Socha byla poškozena dopravním provozem, byla poražena ve 30. letech minulého století, ruka světce byla rozlomena a následně prošla řadou oprav.
- protějšek Sv. Ludmila, 1728

Byla vytvořena z podnětu Marie Anny Lažanské, nejstarší dcery Marie Gabriely Lažanské. Práce patří k Hersherovým prvním pracím, přesto je mimořádně kvalitní. Sv. Ludmila v pravici pozvedá kříž. Na reliéfech na soklu nalezneme výjevy ze života světice – Ludmila při modlitbě a Výuka sv. Václava.
Sedm dvojic soch nás dovede k areálu hřbitova, kde je skupina figur zakončena sv. Barborou. Socha není datována, máme ale informace o jejím svěcení v roce 1744. Socha patronky horníků, ochránkyně před náhlou smrtí a patronky dobré smrti byla objednána jako dílo votivního charakteru, když byla venkova Anežka Petrlíková zázračně zachráněna sv. Barborou. Bohatý plášť figury s podkasanými rukávy splývá v měkkých záhybech. Spodní šat je stažen živůtkem, což je obvyklé u všech Herscherových ženských postav. Světice drží eucharistický kalich a palmovou ratolest, na dozadu svázaných vlasech má korunku, u nohy věž.

### Sochy a kašny na náměstí před manětínským zámkem
Druhým Herscherovým velmi významným počinem jsou sochy na náměstí před zámkem vzniklé mezi lety 1730 – 1740. Dodnes zde stojí dvě kašny trojlistého půdorysu umístěné symetricky na obou koncích náměstí. Na západním okraji terasy je kašna se sv. Floriánem v římském vojenském oděvu, jenž vylévá z vědra vodu na hořící domek u jeho nohou. Údajně stojí před místem kde stával dům, ze kterého vzešel požár roku 1712. Východní okraj terasy zdobí kašna se sv. Václavem v brnění krytém pláštěm a knížecí čapce, v pravé ruce drží prapor, levá ruka se opírá o štít s orlicí. Na terasové rampě tváří k zámku jsou umístěny ženské personifikace čtyř kardinálních a tří křesťanských ctností v nadživotní velikosti. Jedná se o zralé dílo Josefa Hercshera, které se vyznačuje realismem, plastičností brokoffovského pojetí, mohutnější draperií, kulatými siluetami obličeje, plnými rty a rovným nosem.
Od kostela doleva:
- Spravedlnost s mečem a váhami nemá zavázané oči jako obvykle. Dnes je nahrazena kopií.
- Víra s křížkem v pravé pozdvižené ruce.
- Naděje s kotvou a holubicí.
- Umírněnost (Střídmost) přelévá vodu ze džbánu do mísy. Její odlitek byl vystaven na výstavě Pražské baroko v roce 1938.
- Moudrost opřena o drobnou architekturu, nad níž drží olovnici – jiný výklad ji označuje za Personifikaci Architektury.
- Statečnost (Síla) se lví kůží se opírá o sloup
- Láska (Kolébka, Ukolébavka) je znázorněna mladou ženou v prostém šatě sedící na kolébce, kterou obklopují čtyři děti. Zároveň je toto sousoší tradičně prezentováno jako Marie Gabriela Lažanská se svými potomky, což vysvětluje nezvyklý počet dítek. Význam díla demonstruje jeho poloha uprostřed ctností v ose zámku. Odlitek Herscherovy Lásky byl vystaven na výstavě Pražské baroko v roce 1938 a dodnes je vystaven v Chlumci nad Cidlinou v barokní expozici.

Skupinu personifikací doplnila o něco později taktéž Herscherova figura Štěstěny. Mladá dívka oděna v lehkém šatě stojící na okřídleném globu má v levé ruce okřídlenou hůlku, pravici má v bok. Bývá označována také jako personifikace Obchodu.

### Další díla
V děkanském kostele sv. Jana Křtitele je Herscherovo dílo zastoupeno dvěma krucifixy v životní velikosti zavěšenými na pilíři vítězného oblouku. Třetí podobný krucifix se dnes nachází v manětínské radnici a ještě jeden na schodišti v zámku.
Pro hřbitovní kostel sv. Barbory na východním okraji města vytvořil Josef Herscher ve 30. a 40. letech 18. století výzdobu hlavního a šesti bočních oltářů. Kvalitou vynikají figury Sv. Kateřiny a Markéty nad brankami při hlavním oltáři. Pro boční oltář byly vytvořeny nadživotní polychromované řezby sv. Lazara a sv. Marty, dále sv. Jáchym a Zachariáš a andělé nesoucí obrazy. Na stříšce kazatelny se nachází statue Boha Otce s andílky. Od Herschera jsou i vázy před kostelem vzniklé v roce 1736.
U silnice na Plzeň stojí osamocená socha sv. Raymunda na jihovýchodním okraji města, kterou vytvořil Josef Herscher po roce 1738. Světec zašlapává okovy v lehkém kontrapostu, žehná, v levé drží měšec s penězi na vykupování otroků, jejichž osvobození ostatně symbolizují i pošlapaná pouta. Je oděn v dlouhý splývavý plášť, na hlavně má mitru. Na soklu je vytesán erb Marie Gabriely Lažanské.
Jako protějšek sv. Raymunda byla objednána socha panny Marie Imacculaty u silnice na Stvolny. Panna Marie stojí se sepnutýma rukama na půlměsíci, zemské kouli a na hadovi. Její vlasy sčesané dozadu akcentují hebkou modelace tváře.